# 519
519（五百十九、五一九、ごひゃくじゅうきゅう）は、自然数また整数において、518の次で520の前の数である。

## 性質
- 519は421番目の合成数である。(オンライン整数列大辞典の数列 A002808)[1]
  - 約数の個数は4であり(オンライン整数列大辞典の数列 A000005)[2]、1, 3, 173, 519である。
  - 約数の和が696となる唯一の数であり(オンライン整数列大辞典の数列 A000203)[3]、392番目の不足数である。(オンライン整数列大辞典の数列 A005100)[4]
- 1/519 =0.0019267822736030828516377649325626204238921... (下線部は循環節で長さは43)
  - 自然数の逆数の循環節の長さが43となる3番目の数である。1つ前は346、次は692、最小は173。なお、43は172 =（173 - 1 ）の約数である。
- 519 = 3 × 173
  - 161番目の半素数であり、1つ前は517、次は526。(オンライン整数列大辞典の数列 A001358)[5]
- 519=167 + 173 + 179
  - 3つの連続した素数の和となる、39番目の数である。1つ前は503、次は533。(オンライン整数列大辞典の数列 A034961)
  - 3つの連続した素数の和となる、17番目の半素数である。1つ前は471、次は533。(オンライン整数列大辞典の数列 A188651)
- 5193 = 139798359
  - 立方数の真ん中の桁の値が9となる、28番目の数である。1つ前は518、次は528。(オンライン整数列大辞典の数列 A280649)

## その他 519 に関連すること
- 西暦519年
- 紀元前519年